# غنجة (سفينة)

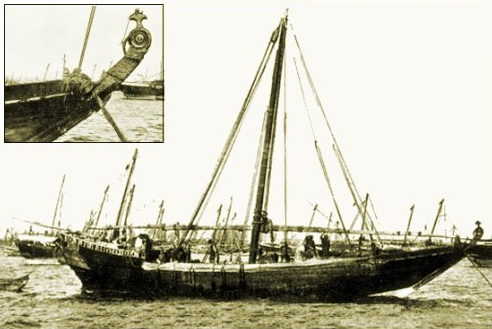
غنجة في ميناء بومباي سنة 1909.

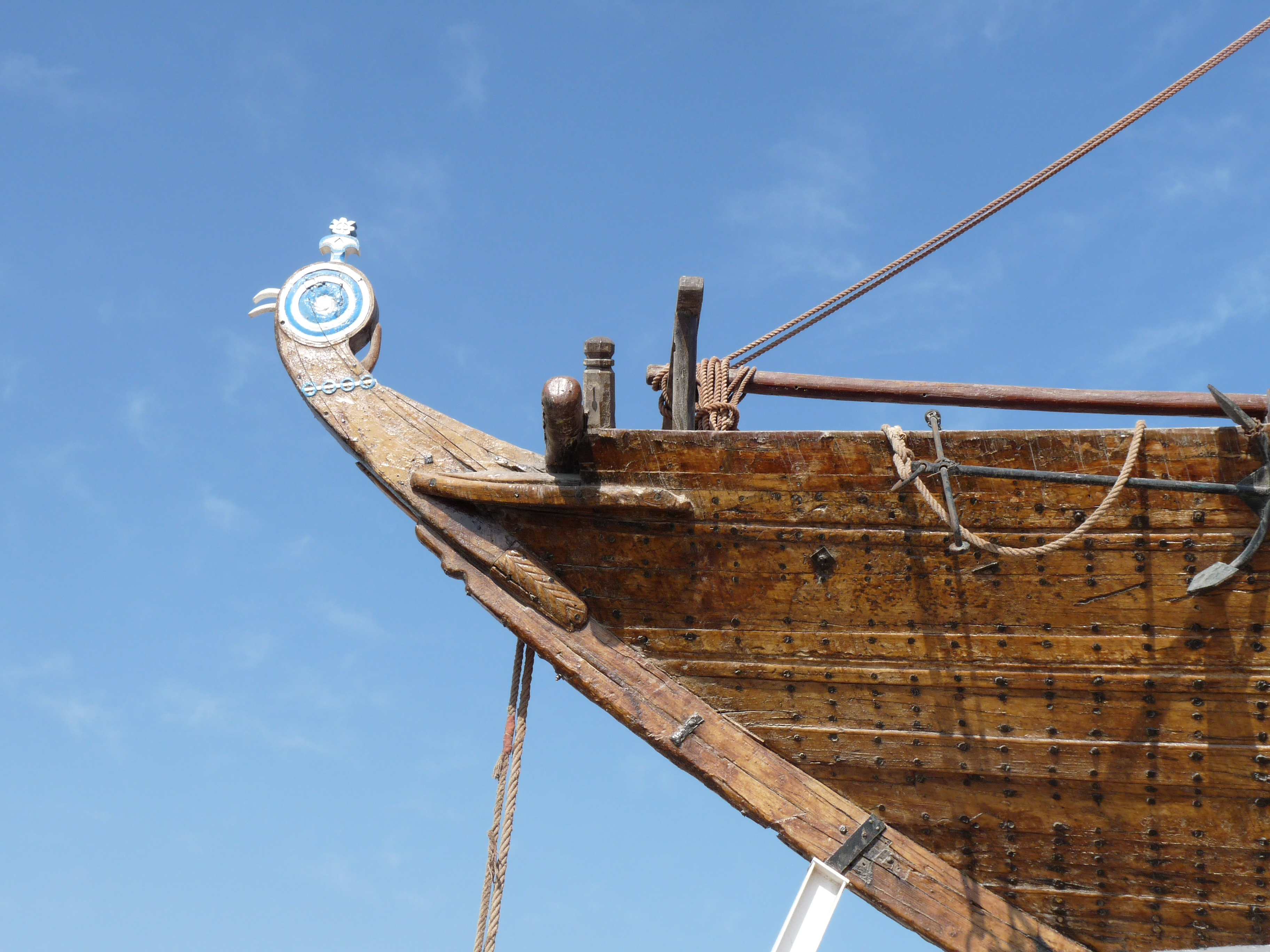
غنجة في حوض جاف تظهر الزخرفة ثلاثية الأوراق على مقدمة السفينة.

الغَنْجة وتسمى كُوْتِيّة في الهند، هي سفينة داو خشبية كبيرة تستخدم للتجارة، وهي سفينة شراعية عربية تقليدية.
وهي نوع من السفن العُمانية التي تشتهر بها ولاية صور في أقصى الشرق العماني. كان لها دوراً فعالاً في النشاط الملاحي بين عمان واليمن من ناحية وسواحل الشرق الأفريقي والهند والصين من ناحية أخرى. صنع كثيرا منها في خور البطح الشريان الرئيسي للولاية وأحد أهم موانيء الجزيرة العربية. أما في الوقت الحاضر توقفت صناعة سفن الغنجة في صور وانحسرت على مركب السنبوق (أحد أنواع مراكب الصيد). وقد تم بيع كل السفن لتجار يمنين وبعض تجار دبي سوى سفينتين واحدة تستلقي في حي الرشة بولاية صور (سفينة فتح الخير) بعد أن صالت وجالت في المياه الدولية أكثر من 40 عام، والثانية في كورنيش مطرح قرب ميناء السلطان قابوس.